# Łopatyn (obwód winnicki)
Łopatyn (ukr. Лопатин) – wieś na Ukrainie w rejonie koziatyńskim, obwodu winnickiego.

## Pałac
Pałac wybudowany po 1890 r. w stylu neogotyckim, przypominający średniowieczny kasztel istniał do 1917 r. Własność Podgórskich.